# Avenida Princesa Isabel

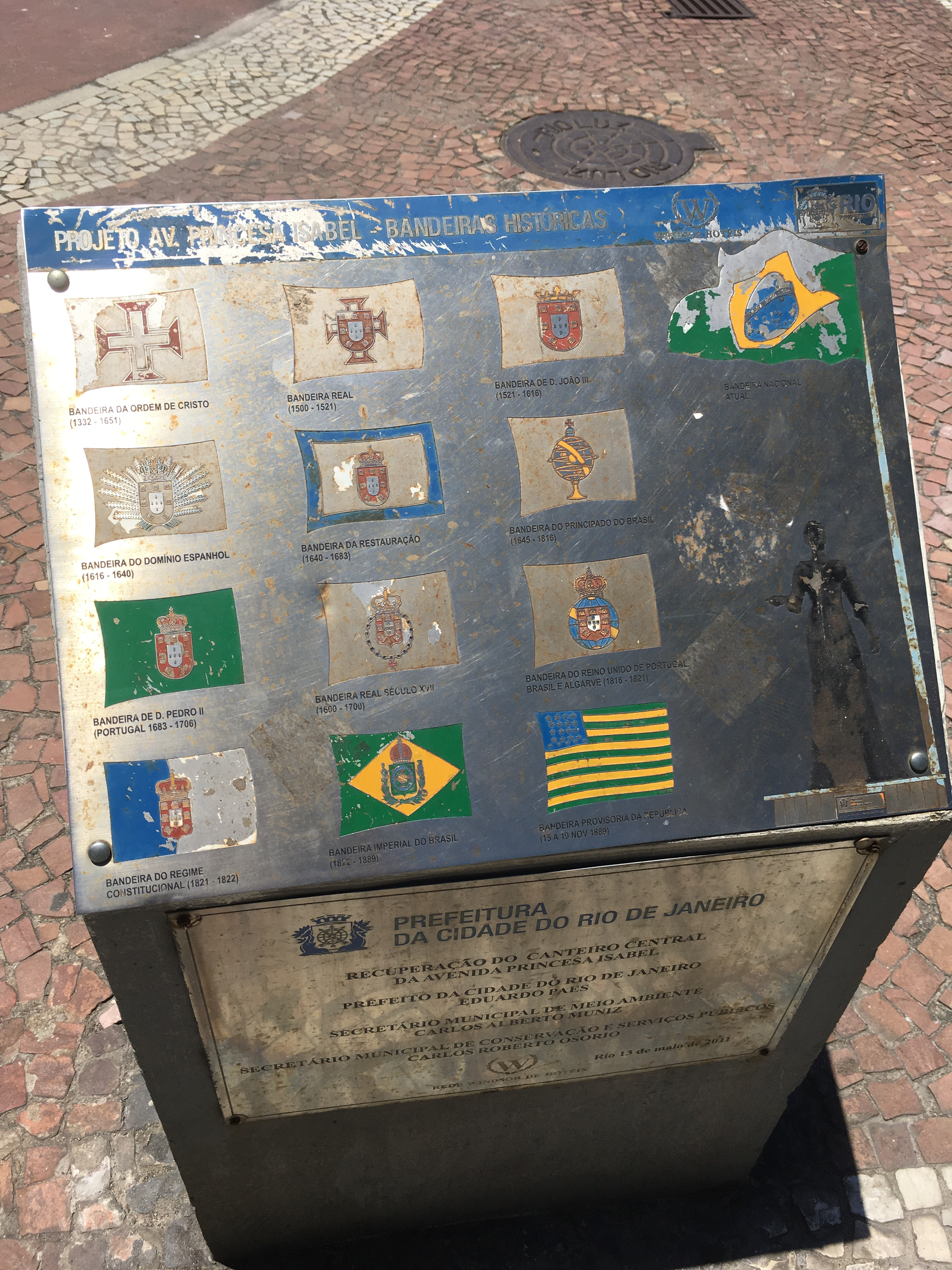
Placa com as bandeiras da Avenida

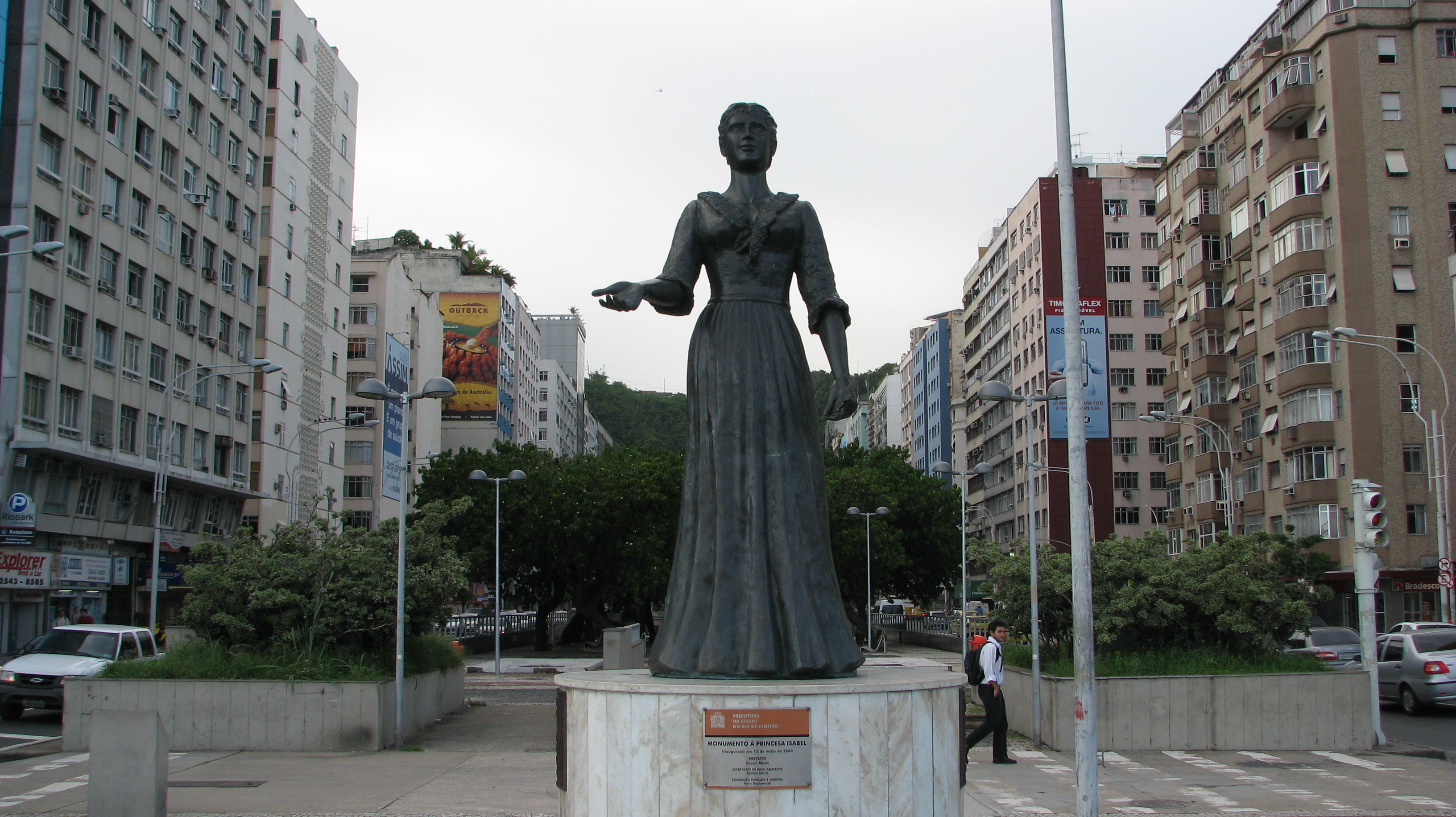
Av. Princesa Isabel em 2008

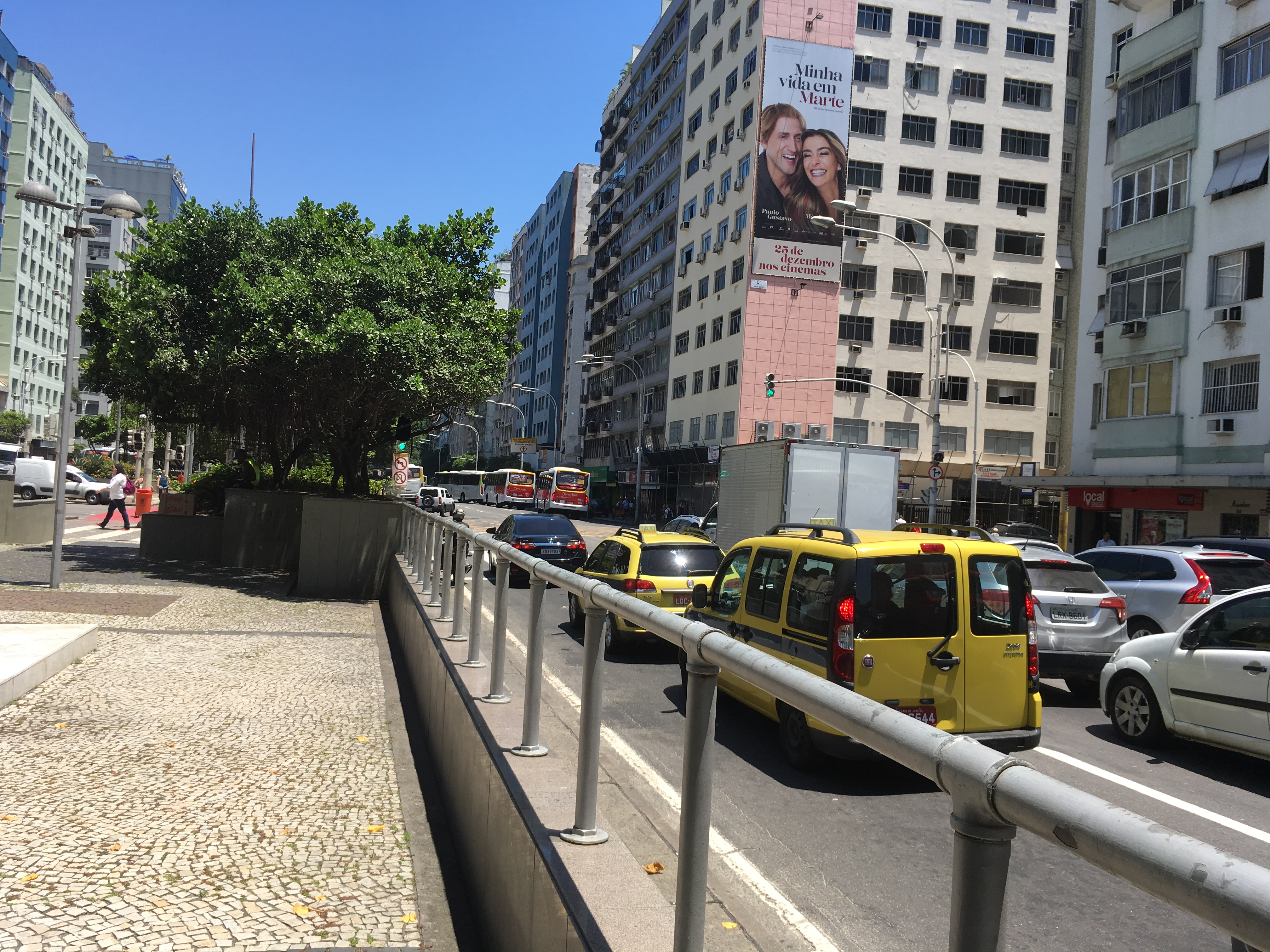
Av. Princesa Isabel em 2018

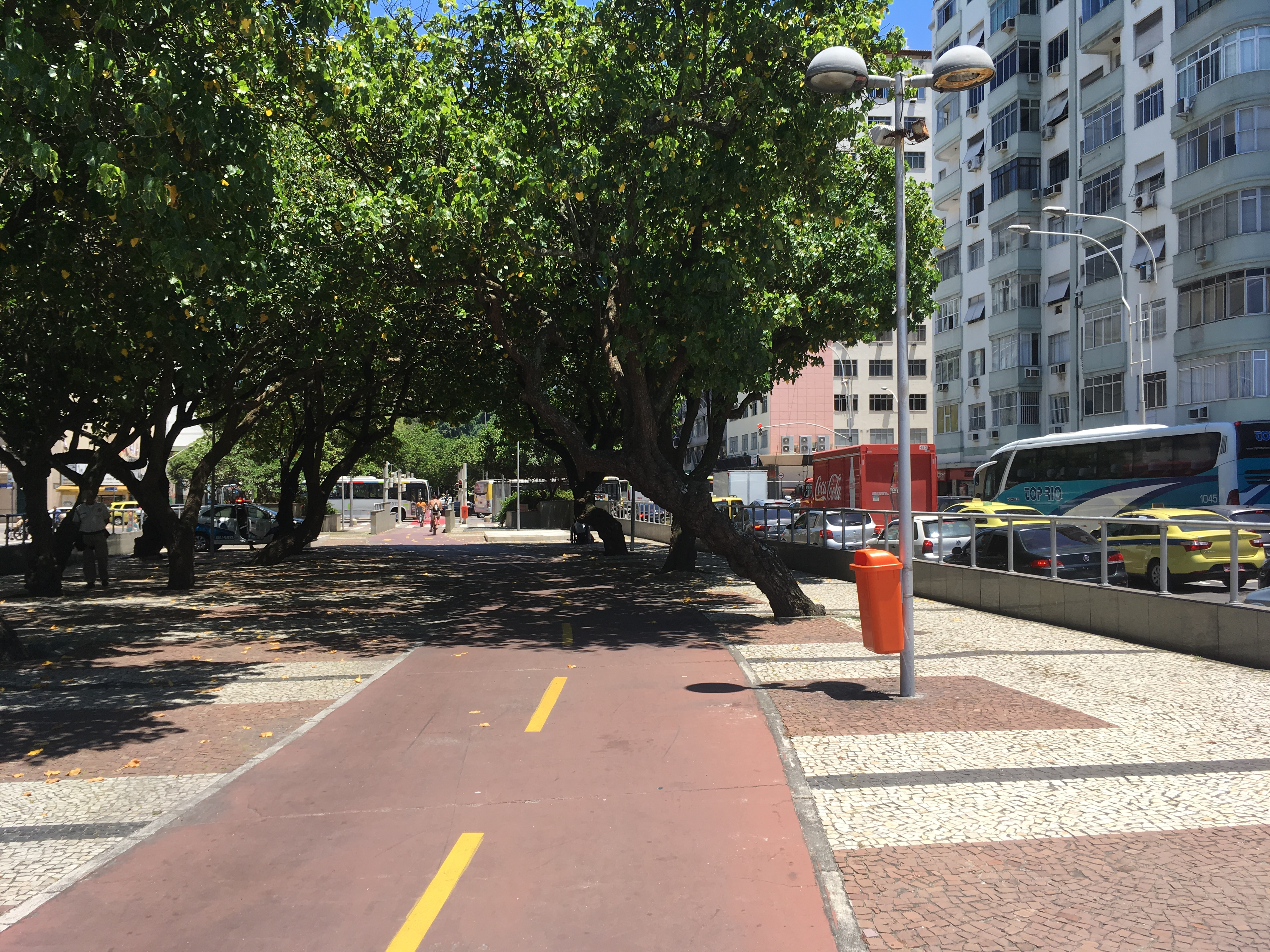
Ciclovia no canteiro central da avenida

A Avenida Princesa Isabel é um logradouro no bairro de Copacabana, no Rio de Janeiro. A avenida tem apenas 500 metros de extensão e liga a Avenida Atlântica, na Praia de Copacabana até o Túnel Novo, que vai até o bairro de Botafogo. A avenida divide os bairros de Copacabana e do Leme. No dia 13 de maio de 2003, no início da avenida, junto à orla, foi inaugurado um monumento à Princesa Isabel, em mais uma celebração pela assinatura da Lei Áurea. Na avenida há um canteiro central com ciclovias, uma estátua da Princesa Isabel e as 12 bandeiras antigas do Brasil, além da atual.